# Brännträskselet
Brännträskselet är en sjö i Skellefteå kommun i Västerbotten och ingår i Kågeälvens huvudavrinningsområde. Sjön har en area på 0,167 kvadratkilometer och ligger 292,6 meter över havet. Sjön avvattnas av vattendraget Degerträskån.

## Delavrinningsområde
Brännträskselet ingår i det delavrinningsområde (723936-171110) som SMHI kallar för Inloppet i Degervattnet. Medelhöjden är 298 meter över havet och ytan är 37,39 kvadratkilometer. Det finns inga avrinningsområden uppströms utan avrinningsområdet är högsta punkten. Degerträskån som avvattnar avrinningsområdet har biflödesordning 2, vilket innebär att vattnet flödar genom totalt 2 vattendrag innan det når havet efter 78 kilometer. Avrinningsområdet består mestadels av skog (86 procent). Avrinningsområdet har 0,41 kvadratkilometer vattenytor vilket ger det en sjöprocent på 1,1 procent.